# Kaple Nejsvětějšího Vykupitele (Radim)
Kaple Nejsvětějšího Vykupitele v Radimi je jednolodní pískovcová novogotická svatyně z let 1891–1892, kterou nechal postavit Jan II. z Lichtenštejna. Architektem byl Josef Mocker a poté, co kaple v letech komunistické vlády zpustla, byla v letech 2015-2016 obnovena pod vedením architekta Marka Prchala za účasti akademického sochaře Jarmila Plachého. Je chráněna jako kulturní památka České republiky.